# Уэда (княжество)
Княжество Уэда (яп. 上田藩 Уэда-хан) — феодальное княжество (хан) в Японии периода Эдо (1600—1871). Уэда-хан располагался в провинции Синано (современная префектура Нагано) на острове Хонсю.

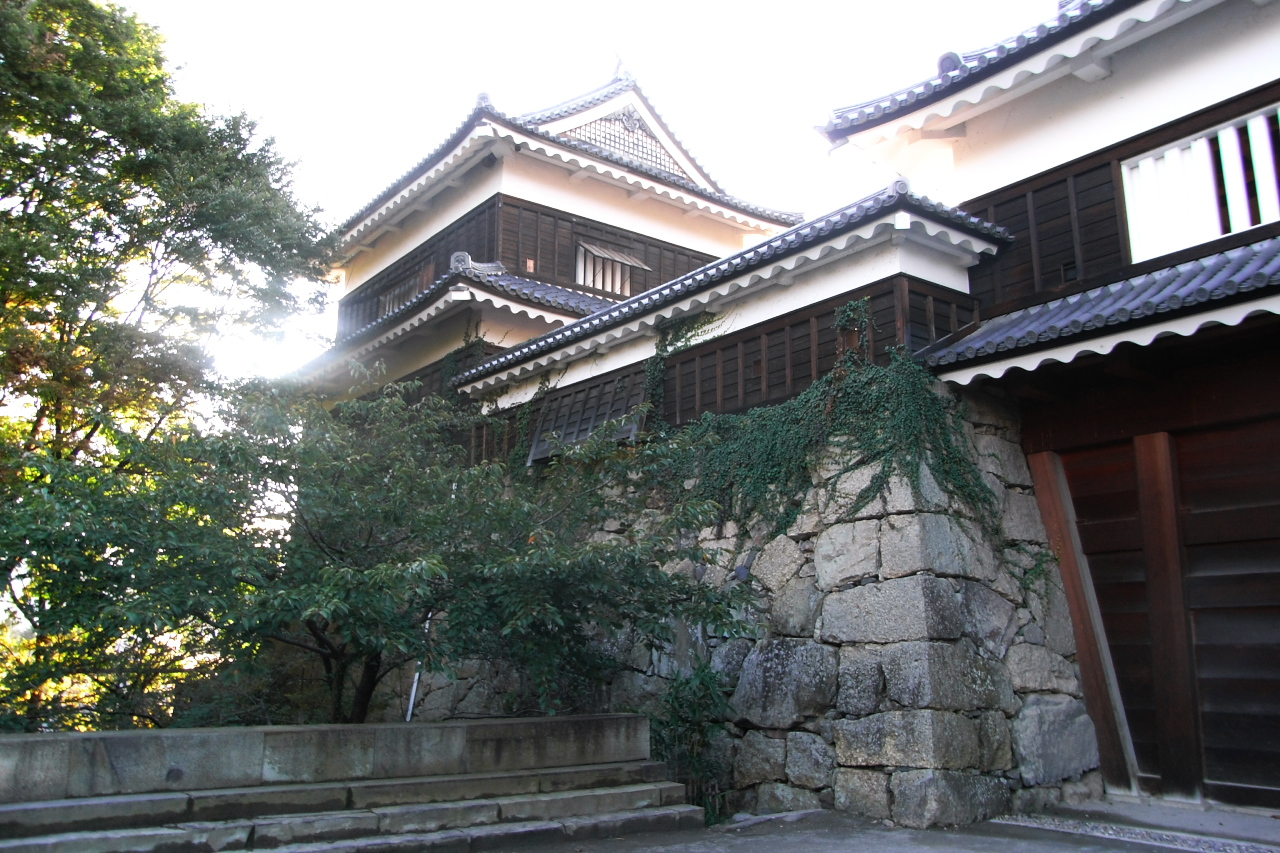
Замок Уэда, административный центр Уэда-хана

Административный центр княжества — замок Уэда в провинции Синано (современный город Уэда в префектуре Нагано).

## История

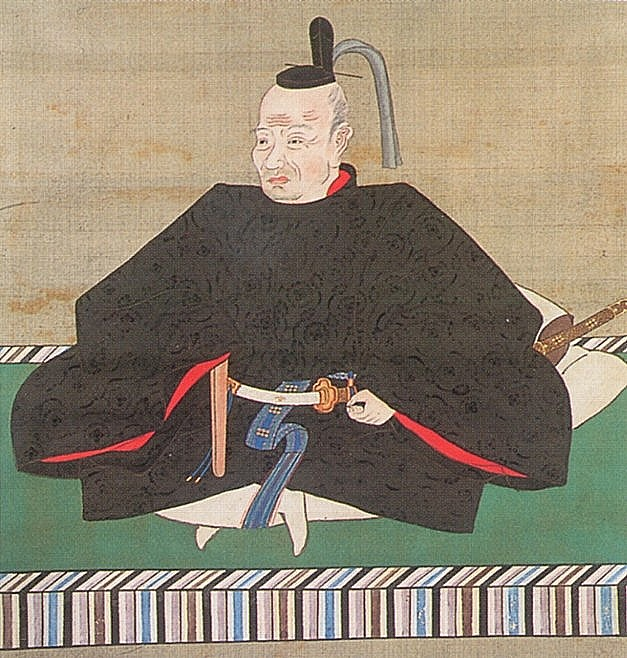
Санада Нобуюки

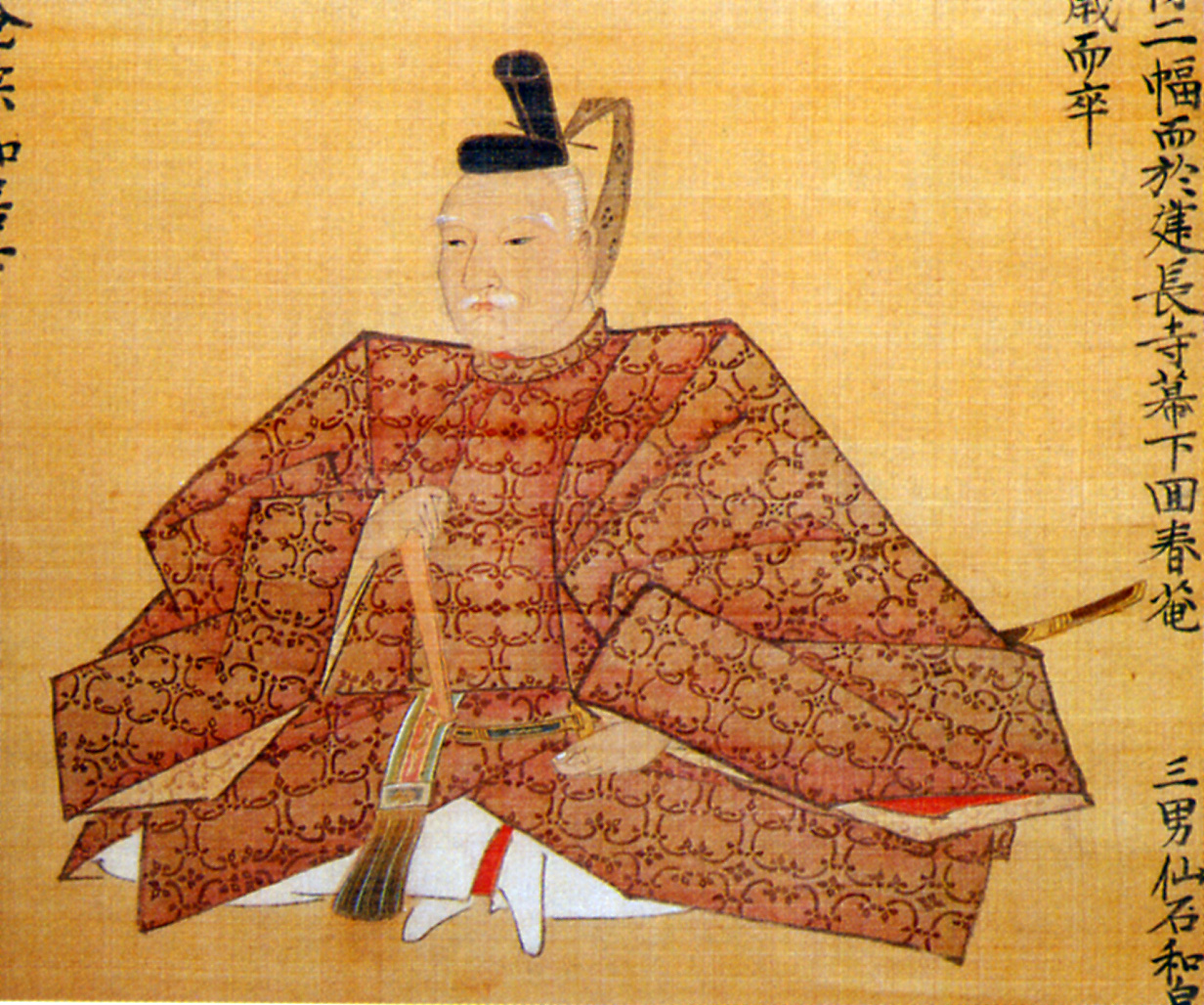
Сэнгоку Тадамаса

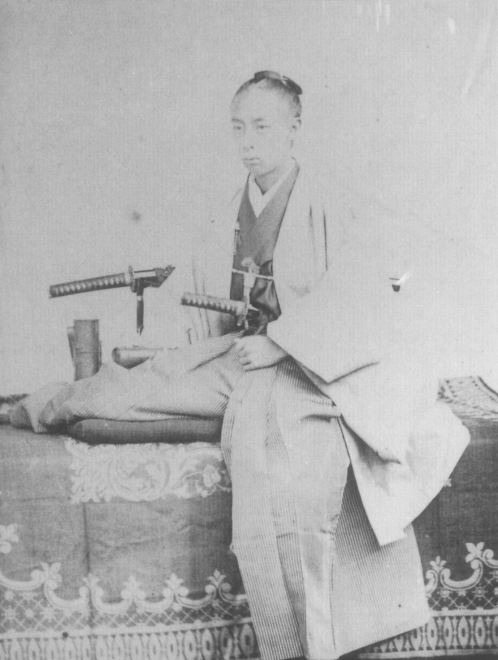
Мацудайра Таданори

Род Санада управлял уездом Тиисагата в провинции Синано под верховной властью рода Такэда. При Тоётоми Хидэёси род Санада контролировал большую часть Северного Синано и Кодзукэ. Замок Уэда был местом двух сражений между кланами Санада и Токугава. В частности, в 1600 году Санада Масаюки с 2-тысячным войском успешно оборонял замок Уэда, осажденный армией Токугава Хидэтадой (38 тыс. чел.), двигавшемуся на соединение с армией своего отца Токугава Иэясу. После установления сёгуната Токугава Санада Нобуюки был утвержден в качестве даймё Уэда-хана с доходом 95 000 коку риса. Но в 1622 году Санада Нобуюки был переведен в Мацусиро-хан в провинции Синано.
В 1622 году Уэда-хан был передан во владение Сэнгоку Тадамасе (1578—1628), который ранее правил в Коморо-хане (1614—1622). Доход хана был уменьшен до 60 000 коку. В 1628 году после смерти сэнгоку Тадамасы ему наследовал его сын, Сэнгоку Тадатоси (1617—1674), который правил в хане в 1628—1669 годах. Его старший сын и преемник, Сэнгоку Масаакира (1659—1717), 3-й даймё Уэда-хана (1669—1706), вынужден был передать во владение своему младшему брату домен (2000 коку). В 1706 году Сэнгоку Масаакира был переведен из Уэда в Идзуси-хан в провинции Тадзима.
В 1706 году Уэда-хан получил Мацудайра Тадатика (1661—1728) с доходом 58 000 коку риса. Ранее Мацудайра Тадатика управлял Камэяма-ханом в провинции Тамба (1683—1686), Ивацуки-ханом в провинции Мусаси (1686—1697) и Идзуси-ханом в провинции Тадзима (1697—1706), а также занимал должности сёсидая Киото в 1717—1724 и родзю в 1724 годах. Его старший сын и наследник, Мацудайра Тададзанэ (1701—1758), 2-й даймё Уэда-хана, передал во владением своему младшему брату 5000 коку. Уэда-хан оставался под управлением клана Мацудайра до Реставрации Мэйдзи.
Во время Войны Босин княжество Уэда находилось на стороне императорского правительства Мэйдзи и отправило своё воинский контингент, который участвовал в битвах при Хокуэцу (1868) и Айдзу (1868).
В июле 1871 года Уэда-хан был ликвидирован. На территории бывшего княжества была создана префектура Уэда, которая затем была включена в состав префектуры Нагано.
Мацудайра Таданори, последний даймё Уэда-хана (1858—1871), учился в Ратгерском университете в США и получил титул виконта (сисяку) в новой японской аристократической иерархии — кадзоку.

## Список даймё
| #                                                    | Имя и годы жизни                               | Правление | Титул                             | Ранг     | Кокудара              |  |
| ---------------------------------------------------- | ---------------------------------------------- | --------- | --------------------------------- | -------- | --------------------- |  |
| Род Санада (тодзама-даймё) 1600—1622                 |                                                |           |                                   |          |                       |  |
| 1                                                    | Санада Нобуюки (1566-1658) (яп. 真田信之)      | 1600-1622 | Идзу-но-ками (伊豆守)             | 従五位下 | 95,000 коку           |  |
| Род Сэнгоку (тодзама-даймё) 1622—1706                |                                                |           |                                   |          |                       |  |
| 1                                                    | Сэнгоку Тадамаса (1578-1628) (яп. 仙石忠政)    | 1622-1628 | Хёбу-но-дайфу (兵部大輔)          | 従五位下 | 60,000 коку           |  |
| 2                                                    | Сэнгоку Масатоси (1617-1674) (яп. 仙石政俊)    | 1628-1669 | Этидзэн-но-ками (越前守)          | 従五位下 | 60,000 -> 58,000 коку |  |
| 3                                                    | Сэнгоку Масаакира (1659-1717) (яп. 仙石政明)   | 1669-1706 | Этидзэн-но-ками (越前守)          | 従五位下 | 58,000 коку           |  |
| Род Мацудайра (ветвь Фудзии) (фудай-даймё) 1706—1871 |                                                |           |                                   |          |                       |  |
| 1                                                    | Мацудайра Тадатика (1661-1728) (яп. 松平忠周)  | 1706-1728 | Ига-но-ками (伊賀守); Jijū (侍従) | 従四位下 | 58,000 коку           |  |
| 2                                                    | Мацудайра Тададзанэ (1701-1758) (яп. 松平忠愛) | 1728-1749 | Ига-но-ками (伊賀守)              | 従五位下 | 58,000 коку           |  |
| 3                                                    | Мацудайра Тадаёри (1726-1783) (яп. 松平忠順)   | 1749-1783 | Ига-но-ками (伊賀守)              | 従五位下 | 58,000 коку           |  |
| 4                                                    | Мацудайра Тадамаса (1751-1828) (яп. 松平忠済)  | 1783-1812 | Ига-но-ками (伊賀守)              | 従五位下 | 58,000 коку           |  |
| 5                                                    | Мацудайра Тадасато (1788-1851) (яп. 松平忠学)  | 1816-1830 | Ига-но-ками (伊賀守)              | 従五位下 | 58,000->53,000 коку   |  |
| 6                                                    | Мацудайра Тадаката (1812-1859) (яп. 松平忠固)  | 1830-1858 | Ига-но-ками (伊賀守); Jijū (侍従) | 従四位下 | 53,000 коку           |  |
| 7                                                    | Мацудайра Таданари (1850-1895) (яп. 松平忠礼)  | 1858-1871 | Ига-но-ками (伊賀守)              | 従五位下 | 53,000 коку           |  |